# فرات (قهاب رستاق)
فرات (بالفارسية: فرات) هي مستوطنة تقع في إيران في قسم قهاب رستاق الريفي. يقدر عدد سكانها بـ 397 نسمة بحسب إحصاء 2016.